# Церква Різдва Богородиці (Васильків)
Церква Різдва Богородиці — православа дерев'яна двобанна церква середини 19 століття у місті Василькові Київської області розташована в північному передмісті, на в'їзді в місто з боку Києва по вулиці Декабристів, 216.

## Історія
За 5 км від Василькова, на старій поштовій дорозі до Києва у XIX столітті стояла каплиця. Біля неї зупинялися подорожні, щоб угамувати спрагу, помолитися. Серед них і Тарас Шевченко. У 1859 році каплицю було поновлено по фасаду з перетворенням на церкву. Після цього храм не раз змінював свою назву. Усередині XIX століття він стає Свято-Духовим храмом, у повоєнні часи XX століття переосвячується на честь Різдва Божої Матері.